# Borgtjärnen
Borgtjärnen är en sjö i Kramfors kommun i Ångermanland och ingår i Ångermanälven-Gådeåns kustområde. Sjön har en area på 0,0771 kvadratkilometer och ligger 160,4 meter över havet.

## Delavrinningsområde
Borgtjärnen ingår i det delavrinningsområde (698895-159336) som SMHI kallar för Mynnar i havet. Medelhöjden är 132 meter över havet och ytan är 21,16 kvadratkilometer. Räknas de 20 avrinningsområdena uppströms in blir den ackumulerade arean 163,23 kvadratkilometer. Avrinningsområdets utflöde Bollstaån (Majaån) mynnar i havet. Avrinningsområdet består mestadels av skog (78 procent). Avrinningsområdet har 0,08 kvadratkilometer vattenytor vilket ger det en sjöprocent på 0,4 procent. Bebyggelsen i området täcker en yta av 1,12 kvadratkilometer eller 5 procent av avrinningsområdet.